# تود بارك
تود بارك (بالإنجليزية: Todd Park)‏ هو سياسي أمريكي، ولد في 1973 في سولت ليك في الولايات المتحدة. حزبياً، نشط في الحزب الديمقراطي. وقد انتخب Chief Technology Officer of the United States ‏ (2012 – 2014).